# イバン・アレホ
イバン・アレホ・ペラルタ（Iván Alejo Peralta, 1995年2月10日 - ）は、スペイン・カスティーリャ・イ・レオン州バリャドリッド県バリャドリッド出身のサッカー選手。プリメーラ・ディビシオン・カディスCF所属。ポジションはMF。

## クラブ経歴
8歳の時に地元のレアル・バリャドリードのカンテラに入所。2011年にアトレティコ・マドリードに移籍し、2014年にBチームに昇格し、プロデビュー。以降ADアルコルコンなどなどでプレー。
2017年6月14日、SDエイバルと4年契約を締結。8月21日のマラガCF戦でラ・リーガ初出場。12月3日のRCDエスパニョール戦でリーグ初ゴールを記録。初のトップリーグは負傷もあり21試合1ゴールに終わったものの、リーガ残留に貢献した。
2018年7月28日、ヘタフェCFと5年契約を締結。しかし、監督ホセ・ボルダラスのプレースタイルに馴染めず、柴崎岳らと共に放出候補に挙げられる。結局2019年1月31日にマラガCFへのローン移籍が成立。2018-19シーズン、マラガはセグンダ・ディビシオンで3位に入り、昇格プレーオフに進出したものの、準決勝でデポルティーボ・ラ・コルーニャに敗れた。
2019年8月30日、カディスCFへのローン移籍が決定。カディスは2019-20シーズンにセグンダで2位に入り、2005-06シーズン以来のリーガ復帰が決定。2020年7月に完全移籍が決まり、2025年までの契約を締結した。

## 人物
- 乾貴士とはSDエイバルで、柴崎岳とはヘタフェCFでチームメイトだった。
- 乾が2018年6月にレアル・ベティスと契約した際、アレホは乾の決断に好意的な見解を示していた[7]。しかし乾は、アンダルシアの環境に馴染めず、デポルティーボ・アラベスを経て2019年夏にエイバルに復帰している。